# Jean-François Demandolx

Jean-François Demandolx (auch Jean-François de Mandolx; * 20. Oktober 1744 in Marseille; † 14. August 1817 in Amiens) war ein französischer römisch-katholischer Geistlicher und Bischof von Amiens.

## Leben
Demandolx war Generalvikar des Bischofs von Marseille, Jean-Baptiste de Belloy. Als dieser 1802 zum Erzbischof von Paris berufen wurde, folgte Jean-François Demandolx ihm dorthin.
Am 17. Oktober 1802 wurde er zum Bischof von La Rochelle ernannt und am 20. Dezember 1802 präkonisiert. Die Bischofsweihe spendete ihm am 2. Februar 1803 in der Kathedrale Notre-Dame de Paris der Erzbischof von Paris, Jean-Baptiste Kardinal de Belloy; Mitkonsekratoren waren Michel-François de Couët du Vivier de Lorry, vormals Bischof von La Rochelle, und Louis Charrier de La Roche, Bischof von Versailles. Am 17. Dezember 1804 wurde Jean-François Demandolx auf den bischöflichen Sitz von Amiens transferiert.
Er starb nach zwölf Jahren Amtszeit im Bischofsamt.